# Gynacantha rotundata
Gynacantha rotundata – gatunek ważki z rodziny żagnicowatych (Aeshnidae).